# Tajynsza
Tajynsza (do 1997 Krasnoarmiejsk, kaz./ros. Тайынша) – miasto w północnym Kazachstanie, w obwodzie północnokazachstańskim, rejonie Tajynsza. Liczy 13 933 mieszkańców (2009). Ośrodek przemysłu spożywczego. 

## Polonia
Według stanu z 2009, Polacy stanowią około 8% populacji (1126 osób). Wielu spośród tutejszych Polaków pochodzi z Podola.
Od 1999 działa kościół rzymskokatolicki, w którym funkcjonuje parafia św. Rodziny w ramach Archidiecezji Najświętszej Marii Panny w Astanie.
24 czerwca 2006 na stacji kolejowej w Tajynszy została odsłonięta tablica pamiątkowa w 70. rocznicę deportacji Polaków do Kazachstanu (24 czerwca 1936 przybył do Tajynszy pierwszy transport zesłańców); tablica uległa zniszczeniu, w 2012 zastąpiła ją nowa, inskrypcja brzmi: „Pamięci Polaków deportowanych w 1936 r. / Wdzięczni Kazachstanowi i narodowi kazachstańskiemu za współczucie, życzliwość i okazaną w ciężkich czasach pomoc.”.